# Sandrine Atallah
Sandrine Atallah, née le 26 avril 1979 à Beyrouth, est un médecin sexologue et hypnothérapeute ainsi qu'une personnalité médiatique franco-libanaise.

## Biographie
Issue d'une famille de médecins, Sandrine Atallah est la fille du professeur Naji Atallah, radiologue, et du docteur Paola Abi Nader-Atallah, endocrinologue. Elle passe une partie de son enfance à Paris, au plus fort de la guerre civile libanaise. 

## Formation académique
Diplômée en médecine générale de l'Université Saint-Joseph de Beyrouth en 2004, elle part ensuite s'installer en France pour suivre une formation en Sexologie Clinique (Diplôme Interuniversitaire, Université Paris Descartes, 2007) et en Hypnose Médicale (Diplôme Universitaire, Université Pierre-et-Marie-Curie, 2005). En 2013, elle obtient un Master en Management de la Santé à l'ESA, l' École Supérieure des Affaires de Beyrouth. En 2014, elle devient membre certifié du Comité Européen de Médecine Sexuelle.

## Carrière professionnelle
De retour de France en 2007, elle installe son cabinet à la Clinique du Levant à Beyrouth, devenant ainsi la première sexologue du paysˈ. À partir de 2013, elle consulte également au Centre Médical Clémenceau (CMC) de Beyrouth, qu'elle quitte mi-2016 pour collaborer deux jours par semaine avec l'A.U.H. (American University Hospital) de Beyrouth. 
Depuis 2007, elle dispense des cours de Sexologie à la faculté de médecine de l’Université Saint-Joseph de Beyrouth. Depuis lors, son parcours et son activité atypique au Moyen-Orient ont fait l'objet de divers articles dans les médias nationaux et internationaux,,ˈˈ. 
En 2011, date du congrès inaugural de la MESSM (Middle East Society of Sexual Medicine) tenu à Dubaï, elle est élue membre du Conseil d'Administration de cette institution. Elle est également présidente du comité chargé de l'information publique, au sein de cette même institution. Elle est également membre du Conseil d'Administration de la SFMS (Société Francophone de Médecine Sexuelle), et membre de la ESSM (European Society of Sexual Medicine) et de la ISSM (International Society of Sexual Medicine). À ce dernier titre, Sandrine Atallah contribue de manière régulière, en tant que rédactrice assistante chargée des medias sociaux, au Journal of Sexual Medicine, publication scientifique mensuelle de la ISSM. 
Elle intervient de manière régulière en tant que conférencière dans des réunions, colloques et congrès professionnels régionaux et internationaux consacrés à sa discipline.

## Carrière médiatique
Régulièrement invitée sur les plateaux de télévision libanais pour des interviews traitant de sujets relevant de sa spécialité, Sandrine Atallah est également connue pour avoir été pendant deux ans, de 2010 à 2012, co-rédactrice en chef et co-présentatrice d'un talk-show hebdomadaire, "Lezim Taaref" ("Tu dois savoir"), en compagnie de son confrère le Dr Labib Gholmiyyeh, et diffusé sur la chaine de télévision libanaise LBC. Cette émission, traitant essentiellement de questions liées à la sexualité, a fait l'objet lors de sa diffusion de nombreuses critiques des milieux conservateurs politiques et religieux, ainsi que, dans un registre plus léger, de parodies d'humoristes libanais. 
À l'été 2013, Sandrine Atallah, en tant qu'ancienne championne du Liban de natation (1997, 1998), est membre du jury de l'adaptation locale de l'émission de télévision "Splash"[source insuffisante], également diffusée sur la LBC. En outre, en tant qu’une des rares sexologues du Liban, Sandrine Atallah est régulièrement interviewée par des journaux et blogs locaux et internationaux, sur des sujets d’actualité ayant trait à la sexualitéˈ. 
Également contributrice régulière de périodiques libanais publiés en langue arabe, anglaise ou française, elle anime notamment la rubrique sexualité dans les colonnes du magazine mensuel libanais Noun.

## Vie privée
Sandrine Atallah a un frère cadet, Fabrice, établi en France.
Elle est depuis 2008 mariée au consultant international français Ludovic Fayet.